# David Julius
David Jay Julius (Brighton Beach, Brooklyn, Nova Iorque, 4 de novembro de 1955) é um neurocientista estadunidense, professor da Universidade da Califórnia em São Francisco. Foi distinguido, com o seu colega Ardem Patapoutian, com o Prémio Nobel de Fisiologia ou Medicina de 2021 pela sua investigação sobre o sistema somatossensorial, nomeadamente os recetores de temperatura e tato.

## Carreira de pesquisa
Em 1997, o laboratório Julius clonou e caracterizou o TRPV1, que é o receptor que detecta a capsaicina, a substância química da pimenta que as torna "quentes". Notavelmente, eles descobriram que o TRPV1 também detecta calor nocivo. TRPV1 faz parte da grande família de canais de cátions TRP (potencial de receptor transiente) estruturalmente relacionados. Animais sem TRPV1 (usando nocautes genéticos da proteína) perdem a sensibilidade ao calor nocivo e à capsaicina.
O laboratório Julius também clonou e caracterizou TRPM8 (CMR1) e TRPA1, ambos membros da superfamília TRP . Eles demonstraram que o TRPM8 detecta mentol e temperaturas mais frias e TRPA1 detecta óleo de mostarda (isotiocianato de alila). Essas observações sugeriram que os canais TRP detectam uma variedade de temperaturas e produtos químicos. O laboratório de David Julius também fez contribuições importantes para o estudo da nocicepção, descobrindo toxinas que modulam esses canais, descrevendo adaptações únicas dos canais em diversas espécies e resolvendo as estruturas crio-EM de vários canais.

## Prêmios e condecorações
- 2000 Prêmio Perl-UNC
- 2004 membro da Academia Nacional de Ciências dos Estados Unidos
- 2005 membro da Academia de Artes e Ciências dos Estados Unidos
- 2006 Prêmio Zülch[12]
- 2010 Prêmio Passano[13]
- 2010 Prêmio Shaw[14]
- 2010 Prémios Princesa das Astúrias por Investigação Científica e Técnica
- 2010 membro da Academia de Ciências da Hungria
- 2013 Prêmio Dr. Paul Janssen de Pesquisa Biomédica
- 2017 Prêmio HFSP Nakasone
- 2017 Prêmio Internacional da Fundação Gairdner
- 2020 Prêmio Kavli[15]
- 2021 Prémio Nobel de Fisiologia ou Medicina[16]